# Nilson Rodrigues
Nilson Rodrigues da Fonseca (Abadia dos Dourados, 2 de janeiro de 1965) é um empresário e produtor cultural nas áreas de cinema, teatro e televisão.

## Carreira
Iniciou suas atividades na área da cultura na década de 1980 no Distrito Federal, trabalhando com teatro e cineclube. Foi coordenador e diretor de diversas mostras e festivais, entre eles a I Mostra do Cinema Brasileiro de Taguatinga/DF (1985) e o Festival de Brasília do Cinema Brasileiro (1995, 1997 e 1998). Idealizou e coordenou o Festival de Inverno de Bonito/MS (2002 a 2005) e o Festcine Pantanal - Festival de Cinema de Campo Grande/MS (2001 a 2005).
Produziu os documentários Bernardo Sayão e o caminho das onças (1997), de Sérgio Sanz e Por um mundo sem fome (2004), de Tânia Quaresma. Foi também produtor associado do filme Tainá - A Origem (2013), de Rosane Svartman.
É o produtor das séries de TV Brasil Clássico Caipira (2010), Impressões do Brasil (2011) e Impressões do Mundo (2016) e do longa-metragem de ficção O Outro Lado do Paraíso (2014), ganhador do prêmio de melhor filme pelo júri popular no Festival de Gramado de 2015. 
Foi diretor da  Agência Nacional do Cinema (Ancine), entre 2005 e 2009.
Em 2002, iniciou sua atividade como exibidor e fundou o Cine Cultura de Campo Grande (MS). Em 2012, fundou em Brasília o Cine Cultura Liberty Mall, onde atualmente é sócio diretor.
É diretor da Bienal Brasil do Livro e da Leitura  e do BIFF - Brasília International Film Festival , se destacando como um dos principais nomes da área cultural na capital do Brasil.